# Engler-systeem
Het Engler-systeem is een classificatie van planten, in een zeer brede zin van het woord. Het systeem omvat een aantal groepen die door moderne botanici niet meer tot het plantenrijk gerekend worden. Het dankt zijn naam aan Adolf Engler, een vooraanstaand Duits plantkundige, die het in 1898 voor het eerst publiceerde en het sindsdien tot aan zijn dood, in 1930, nog meerdere keren aanpaste. Ook na zijn dood is de classificatie nog enkele malen bewerkt en heruitgegeven, tot aan de 13e druk vanaf 1983 toe. Het is een invloedrijk en veel gebruikt systeem (geweest), en er bestaan meerdere varianten van. Een sterk verwante classificatie is het systeem van Wettstein, waarvan de laatste versie gepubliceerd is in 1935.
De onderstaande indeling is die uit de negende druk (1924) van Syllabus der Pflanzenfamilien, de laatste druk die tijdens Englers leven verscheen. De namen tussen haakjes geven aan om welke groep(en) organismen het gaat. Bij de divisio's I, II, III en VI zijn de namen tussen haakjes ongeveer gelijkwaardig met de naam van Engler. Indelingen zijn daar sinds de publicaties van Engler te veel veranderd om exacte moderne synoniemen te geven.

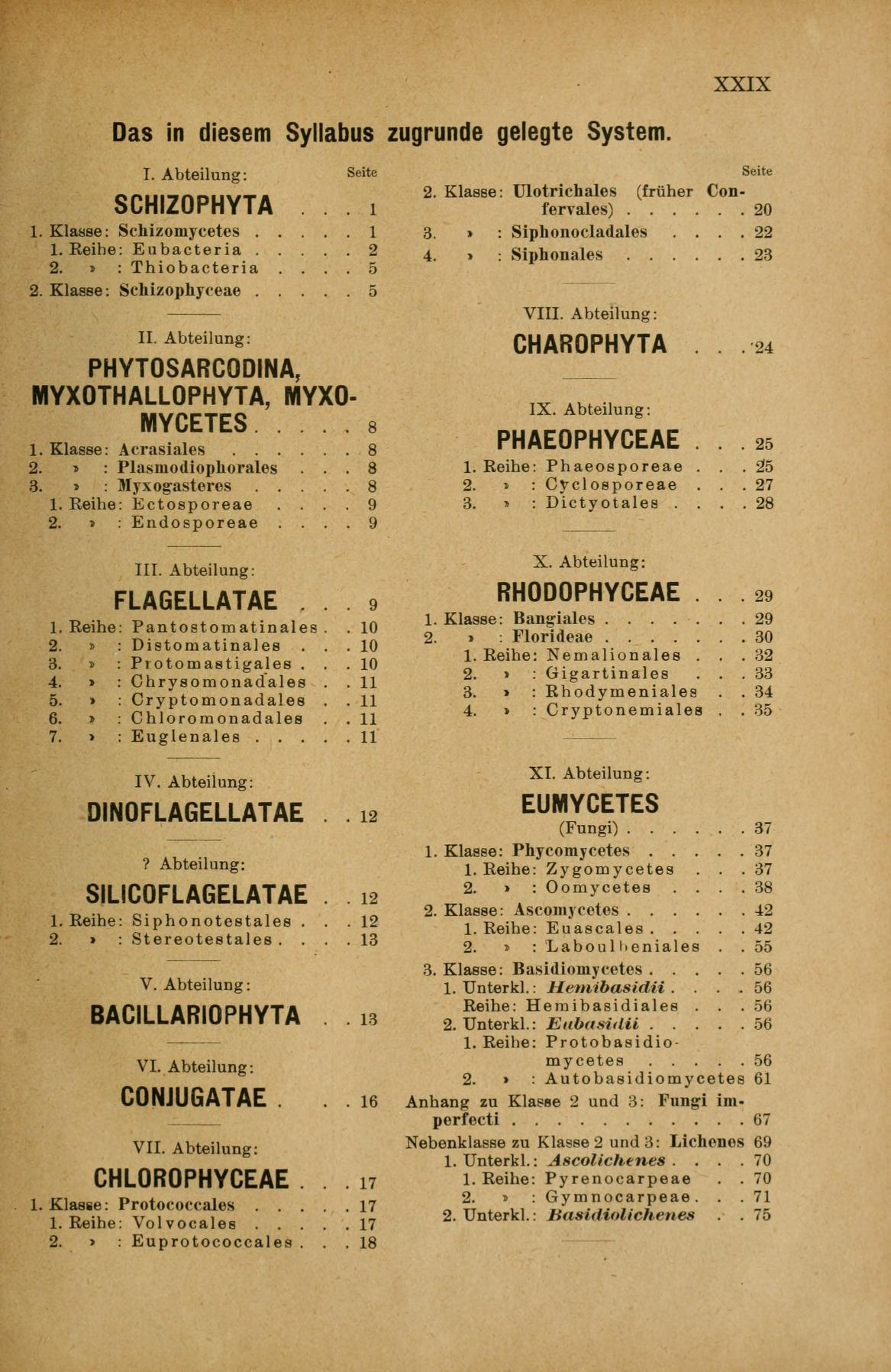
Pagina XXIX uit Englers Syllabus der Pflanzenfamilien, 8e druk, 1919, met het begin van zijn systeem.

- I. divisio Schizophyta (bacteriën en blauwalgen)
- II. divisio Phytosarcodina, Myxothallophyta, Myxomycetes (slijmzwammen)
- III. divisio Flagellatae (zweepdiertjes)
- IV. divisio Dinoflagellatae (dinoflagellaten)
- V. divisio Bacillariophyta (diatomeeën)
- VI. divisio Conjugatae (zoetwateralgen)
- VII. divisio Chlorophyceae (groenwieren)
- VIII. divisio Charophyta (kranswieren)
- IX. divisio Phaeophyceae (bruinwieren)
- X. divisio Rhodophyceae (roodwieren)
- XI. divisio Eumycetes (schimmels)
- XII. divisio Embryophyta asiphonogama (mossen en varens)
1 subdivisio Bryophyta
2 subdivisio Pteridophyta
- XIII. divisio Embryophyta siphonogama (zaadplanten)
1 subdivisio Gymnospermae
2 subdivisio Angiospermae
1 classis Monocotyledoneae
2 classis Dicotyledoneae

De afdelingen (divisio's) I t/m XI worden in moderne classificaties niet meer tot het plantenrijk gerekend, al accepteren sommige auteurs de afdelingen VII en VIII (groenwieren) wél als planten.

## Edities
- 1892 - Engler, A. Syllabus der Vorlesungen über specielle und medicinisch-pharmaceutische Botanik: eine Übersicht über das Pflanzensystem mit Berücksichtigung der Medicinal- und Nutzpflanzen, Gebrüder Borntraeger Verlag, Berlijn, 143 p.
- 1898 - Engler, A. Syllabus der Pflanzenfamilien: eine Übersicht über das gesamte Pflanzensystem mit Berücksichtigung der Medicinal- und Nutzpflanzen zum Gebrauch bei Vorlesungen und Studien ueber specielle und medicinisch-pharmaceutische Botanik, 2e druk, Gebrüder Borntraeger Verlag, Berlijn, 214 p.
- 1903 - Engler, A. Syllabus der Pflanzenfamilien: eine Übersicht über das gesamte Pflanzensystem mit Berücksichtigung der Medicinal- und Nutzpflanzen, nebst einer Übersicht über die Florenreiche und Florengebiete der Erde zum Gebrauch bei Vorlesungen und Studien über spezielle und medicinisch-pharmaceutische Botanik, 3e druk, Gebrüder Borntraeger Verlag, Berlijn, 233 p.
- 1904 - Engler, A. idem, 4e, ongewijzigde druk, Borntraeger, Berlijn.
- 1907 - Engler, A. idem, 5e druk, Gebrüder Borntraeger Verlag, Berlijn, 247 p.
- 1909 - Engler, A. idem, 6e druk, Gebrüder Borntraeger Verlag, Berlijn, 254 p.
- 1912 - Engler, A. & E. Gilg, Syllabus der Pflanzenfamilien: eine Übersicht über das gesamte Pflanzensystem mit besonderer Berücksichtigung der Medizinal- und Nutzpflanzen, nebst einer Übersicht über die Florenreiche und Florengebiete der Erde zum Gebrauch bei Vorlesungen und Studien über spezielle und medizinisch-pharmazeutische Botanik, 7e druk, Gebrüder Borntraeger Verlag, Berlijn, 387 p.
- 1919 - Engler, A. & E. Gilg, idem, 8e druk, Gebrüder Borntraeger Verlag, Berlijn, 395 p.
- 1924 - Engler, A. & E. Gilg, Syllabus der Pflanzenfamilien: eine Übersicht über das ganze Pflanzensystem mit besonderer Berücksichtigung der Medizinal- und Naturpflanzen nebst einer Übersicht über die Florenreiche und Florengebiete der Erde zum Gebrauch bei Vorlesungen und Studien über spezielle und medizinisch-pharmazeutische Botanik , 9e druk, Gebrüder Borntraeger Verlag, Berlijn, 420 p.
- 1924 - Engler, A. & E. Gilg, idem, 10e, ongewijzigde druk, Gebrüder Borntraeger Verlag, Berlijn.
- 1936 - Diels, L. A. Engler's Syllabus der Pflanzenfamilien: eine Übersicht über das ganze Pflanzensystem mit besonderer Berücksichtigung der Medizinal- und Nutzpflanzen nebst einer Übersicht über die Florenreiche und Florengebiete der Erde zum Gebrauch bei Vorselungen und Studien über spezielle und medizinisch-pharmazeutische Botanik, 11e druk, Gebrüder Borntraeger Verlag, Berlijn, 419 p.
- 1954-64 - Melchior, H. & E. Werdermann, A. Engler's Syllabus der Pflanzenfamilien: mit besonderer Berücksichtigung der Nutzpflanzen nebst einer Übersicht über die Florenreiche und Florengebiete der Erde, 12e druk (2 delen), Gebrüder Borntraeger Verlag, Berlijn, 367 + 666 p.
- vanaf 1983 - Gerloff, J. & K. Walther, idem, 13e druk (meerdere delen), Gebrüder Borntraeger Verlag, Berlijn, in bewerking.

## Noot
1. ↑  De eerste uitgave van het werk onder de naam "Syllabus der Pflanzenfamilien" vermeldt op de titelpagina "2e, umgearbeitete Ausgabe". Dat is omdat Engler het werk "Syllabus der Vorlesungen über specielle und medicinisch-pharmaceutische Botanik: eine Übersicht über das Pflanzensystem mit Berücksichtigung der Medicinal- und Nutzpflanzen", van 1892, en eveneens van zijn hand, als de eerste druk van het werk beschouwde.

## Bron
- Engler, H.G.A. (1892). Syllabus der Pflanzenfamilien (Berlijn); 1e druk (1892), 2e druk (1898), 3e druk (1903) en 8e druk (1919) online in Internet Archive and Biodiversity Heritage Library